# Mutz (Odenthal)
Mutz ist ein Wohnplatz in Unterodenthal in der Gemeinde Odenthal  im Rheinisch-Bergischen Kreis.

## Lage und Beschreibung
Mutz liegt im Süden der Gemeinde direkt anschließend an Bergisch Gladbach.

## Geschichte
Die Topographia Ducatus Montani des Erich Philipp Ploennies, Blatt Amt Miselohe, belegt, dass der Wohnplatz 1715 als drei Höfe kategorisiert wurde und mit Müts bezeichnet wurde. Carl Friedrich von Wiebeking benennt die Hofschaft auf seiner Charte des Herzogthums Berg 1789 als Mutze. Aus ihr geht hervor, dass Mutz zu dieser Zeit Teil von Unterodenthal in der Herrschaft Odenthal war.
Das in der Honschaft Combüchen gelegene Mutz wurde Mutz op dissit der Bach (diesseits des Bachs) genannt, während der Odenthaler Teil von Mutz jenseits des Mutzbachs genannt wurde.
Unter der französischen Verwaltung zwischen 1806 und 1813 wurde die Herrschaft aufgelöst und Mutz wurde politisch der Mairie Odenthal im Kanton Bensberg zugeordnet. 1816 wandelten die Preußen die Mairie zur Bürgermeisterei Odenthal im Kreis Mülheim am Rhein.
Der Ort ist auf der Topographischen Aufnahme der Rheinlande von 1824 und auf der Preußischen Uraufnahme von 1840 verzeichnet. Ab der Preußischen Neuaufnahme von 1892 ist er auf Messtischblättern regelmäßig als Mutz oder ohne Namen verzeichnet.
| Jahr | Einwohner | Wohngebäude | Kategorie  |
| ---- | --------- | ----------- | ---------- |
| 1830 | 29        |             | Hof        |
| 1845 | 44        | 8           | Ackergüter |
| 1871 | 55        | 10          | Hofstelle  |
| 1885 | 61        | 11          | Wohnplatz  |
| 1895 | 58        | 9           | Wohnplatz  |
| 1905 | 85        | 13          | Wohnplatz  |